# Championnat d'Europe masculin de basket-ball des moins de 20 ans 2014
Navigation
Édition précédente Édition suivante
Le championnat d'Europe masculin de basket-ball des 20 ans et moins 2014 est la 17e édition du championnat d'Europe de basket-ball des 20 ans et moins. 20 équipes nationales participent à la compétition. La compétition a eu lieu dans les villes de Heraklion et Rethymnon en Grèce du 8 au 20 juillet 2014.

## Équipes participantes
- Allemagne
- Bulgarie
- Croatie
- Espagne
- France
- Grande-Bretagne
- Grèce
- Hongrie
- Israël
- Italie
- Lettonie
- Lituanie
- Monténégro
- Pologne
- République tchèque
- Russie
- Serbie
- Slovénie
- Suède
- Turquie

## Phase de groupes
Dans ce 1er tour, les 20 équipes sont réparties dans quatre groupes de cinq. Les trois premiers de chaque groupe accèdent au 2e tour. Les deux derniers de chaque groupe jouent les matchs de classification.

### Premier Tour

#### Groupe A
| Rang | Équipe          | Pts | J | G | P | Pp  | Pc  | Diff |  | Résultats (dom.\ext.) |       |       |       |       |       |
| ---- | --------------- | --- | - | - | - | --- | --- | ---- |  | --------------------- | ----- | ----- | ----- | ----- | ----- |
| 1    | Lituanie        | 8   | 4 | 8 | 0 | 304 | 243 | 61   |  | Lituanie              |       | 81-73 | 73-65 | 74-43 | 76-62 |
| 2    | Grande-Bretagne | 6   | 4 | 2 | 2 | 250 | 262 | -12  |  | Grande-Bretagne       | 73-81 |       | 69-66 | 64-62 | 44-53 |
| 3    | Grèce           | 6   | 4 | 2 | 2 | 277 | 284 | -7   |  | Grèce                 | 65-73 | 66-69 |       | 79-77 | 67-65 |
| 4    | Lettonie        | 5   | 4 | 1 | 3 | 266 | 284 | -18  |  | Lettonie              | 43-74 | 62-64 | 77-79 |       | 84-67 |
| 5    | Hongrie         | 5   | 4 | 1 | 3 | 247 | 271 | -24  |  | Hongrie               | 62-76 | 53-44 | 65-67 | 67-84 |       |

- Qualification pour le 2e tour
- Reversé dans le groupe G ou H

#### Groupe B
| Rang | Équipe    | Pts | J | G | P | Pp  | Pc  | Diff |  | Résultats (dom.\ext.) |       |       |       |       |       |
| ---- | --------- | --- | - | - | - | --- | --- | ---- |  | --------------------- | ----- | ----- | ----- | ----- | ----- |
| 1    | Serbie    | 8   | 4 | 4 | 0 | 294 | 239 | 55   |  | Serbie                |       | 73-61 | 70-61 | 76-68 | 75-49 |
| 2    | Slovénie  | 6   | 4 | 2 | 2 | 250 | 262 | -12  |  | Slovénie              | 61-73 |       | 71-63 | 60-63 | 70-58 |
| 3    | Espagne   | 6   | 4 | 2 | 2 | 257 | 263 | -6   |  | Espagne               | 61-70 | 63-71 |       | 65-53 | 68-59 |
| 4    | Allemagne | 6   | 4 | 2 | 2 | 266 | 248 | 18   |  | Allemagne             | 68-76 | 63-60 | 53-65 |       | 82-47 |
| 5    | Suède     | 4   | 4 | 0 | 4 | 213 | 295 | -82  |  | Suède                 | 49-75 | 58-70 | 59-68 | 47-82 |       |

- Qualification pour le 2e tour
- Reversé dans le groupe G ou H

#### Groupe C
| Rang | Équipe             | Pts | J | G | P | Pp  | Pc  | Diff |  | Résultats (dom.\ext.) |       |       |       |       |       |
| ---- | ------------------ | --- | - | - | - | --- | --- | ---- |  | --------------------- | ----- | ----- | ----- | ----- | ----- |
| 1    | Turquie            | 8   | 4 | 4 | 0 | 327 | 279 | 48   |  | Turquie               |       | 70-66 | 90-66 | 86-83 | 81-64 |
| 2    | Croatie            | 7   | 4 | 3 | 1 | 290 | 245 | 45   |  | Croatie               | 66-70 |       | 80-67 | 72-62 | 72-46 |
| 3    | Italie             | 6   | 4 | 2 | 2 | 305 | 314 | -9   |  | Italie                | 66-90 | 67-80 |       | 88-84 | 84-60 |
| 4    | Monténégro         | 5   | 4 | 1 | 3 | 313 | 316 | -3   |  | Monténégro            | 83-86 | 62-72 | 84-88 |       | 84-70 |
| 5    | République tchèque | 4   | 4 | 0 | 4 | 240 | 321 | -81  |  | République tchèque    | 64-81 | 46-72 | 60-84 | 70-84 |       |

- Qualification pour le 2e tour
- Reversé dans le groupe G ou H

#### Groupe D
| Rang | Équipe   | Pts | J | G | P | Pp  | Pc  | Diff |  | Résultats (dom.\ext.) |       |       |       |       |       |
| ---- | -------- | --- | - | - | - | --- | --- | ---- |  | --------------------- | ----- | ----- | ----- | ----- | ----- |
| 1    | France   | 7   | 4 | 3 | 1 | 284 | 265 | 19   |  | France                |       | 75-63 | 67-60 | 65-66 | 77-76 |
| 2    | Israël   | 7   | 4 | 3 | 1 | 277 | 248 | 29   |  | Israël                | 63-75 |       | 74-49 | 58-56 | 82-68 |
| 3    | Pologne  | 6   | 4 | 2 | 2 | 269 | 290 | -21  |  | Pologne               | 60-67 | 49-74 |       | 75-71 | 85-78 |
| 4    | Russie   | 6   | 4 | 2 | 2 | 270 | 262 | 8    |  | Russie                | 66-65 | 56-58 | 71-75 |       | 77-64 |
| 5    | Bulgarie | 4   | 4 | 0 | 4 | 286 | 321 | -35  |  | Bulgarie              | 76-77 | 68-82 | 78-85 | 64-77 |       |

- Qualification pour le 2e tour
- Reversé dans le groupe G ou H

### Deuxième tour
Les 12 équipes qualifiées du tour préliminaire sont réparties en deux groupes de six. Les quatre meilleurs de chaque groupe se qualifient pour les quarts de finale. Les 3 premiers des groupes A et B se retrouvent dans le groupe E tandis que les 3 premiers des groupes C et D se retrouvent dans le groupe F. Les équipes issues du même groupe du tour préliminaire ne se rencontrent pas, elles rencontrent seulement les 3 équipes de l'autre groupe. Les deux derniers de chaque groupe vont se disputer les places de 9 à 12.
Les équipes gardent les résultats contre les équipes de son groupe du tour préliminaire qui sont qualifiées pour le tour de qualification.

#### Groupe E
| Rang | Équipe          | Pts | J | G | P | Pp  | Pc  | Diff |  | Résultats (dom.\ext.) |       |       |       |       |       |       |
| ---- | --------------- | --- | - | - | - | --- | --- | ---- |  | --------------------- | ----- | ----- | ----- | ----- | ----- | ----- |
| 1    | Serbie          | 9   | 5 | 4 | 1 | 359 | 303 | 56   |  | Serbie                |       | 70-61 | 73-54 | 69-70 | 73-61 | 74-57 |
| 2    | Espagne         | 8   | 5 | 3 | 2 | 325 | 320 | 5    |  | Espagne               | 61-70 |       | 65-62 | 60-58 | 63-71 | 76-59 |
| 3    | Lituanie        | 8   | 5 | 3 | 2 | 333 | 338 | -5   |  | Lituanie              | 54-73 | 62-65 |       | 73-65 | 63-62 | 81-73 |
| 4    | Grèce           | 7   | 5 | 2 | 3 | 343 | 338 | 5    |  | Grèce                 | 70-69 | 58-60 | 65-73 |       | 84-67 | 66-69 |
| 5    | Slovénie        | 7   | 5 | 2 | 3 | 336 | 335 | 1    |  | Slovénie              | 61-73 | 71-63 | 62-63 | 67-84 |       | 75-52 |
| 6    | Grande-Bretagne | 6   | 5 | 1 | 4 | 310 | 372 | -62  |  | Grande-Bretagne       | 57-74 | 59-76 | 73-81 | 69-66 | 52-75 |       |

- Qualification pour la phase finale
- Reversé en matches de classement (9e-12e)

#### Groupe F
| Rang | Équipe  | Pts | J | G | P | Pp  | Pc  | Diff |  | Résultats (dom.\ext.) |       |       |       |       |       |       |
| ---- | ------- | --- | - | - | - | --- | --- | ---- |  | --------------------- | ----- | ----- | ----- | ----- | ----- | ----- |
| 1    | Croatie | 9   | 5 | 4 | 1 | 364 | 324 | 40   |  | Croatie               |       | 66-70 | 63-55 | 80-76 | 80-67 | 75-56 |
| 2    | Turquie | 9   | 5 | 4 | 1 | 362 | 317 | 45   |  | Turquie               | 70-66 |       | 64-68 | 79-66 | 90-66 | 59-51 |
| 3    | France  | 9   | 5 | 4 | 1 | 331 | 315 | 16   |  | France                | 55-63 | 68-64 |       | 75-63 | 66-65 | 67-60 |
| 4    | Israël  | 7   | 5 | 2 | 3 | 358 | 350 | 8    |  | Israël                | 76-80 | 66-79 | 63-75 |       | 79-67 | 74-49 |
| 5    | Italie  | 6   | 5 | 1 | 4 | 326 | 367 | -41  |  | Italie                | 67-80 | 66-90 | 65-66 | 67-79 |       | 61-52 |
| 6    | Pologne | 5   | 5 | 0 | 5 | 268 | 336 | -68  |  | Pologne               | 56-75 | 51-59 | 60-67 | 49-74 | 52-61 |       |

- Qualification pour la phase finale
- Reversé en matches de classement (9e-12e)

### Tour de classement
Les 8 derniers des 4 groupes du tour préliminaire disputent ce tour de classement.
Les deux premiers de chaque se disputeront le tour de classement de la 13e à la 16e place alors que les deux derniers participeront au tour de classement de la 17e à la 20e place.

#### Groupe G
| Rang | Équipe     | Pts | J | G | P | Pp  | Pc  | Diff |  | Résultats (dom.\ext.) |       |       |       |       |
| ---- | ---------- | --- | - | - | - | --- | --- | ---- |  | --------------------- | ----- | ----- | ----- | ----- |
| 1    | Lettonie   | 5   | 3 | 2 | 1 | 203 | 187 | 16   |  | Lettonie              |       | 69-63 | 75-64 | 59-60 |
| 2    | Bulgarie   | 5   | 3 | 2 | 1 | 223 | 207 | 16   |  | Bulgarie              | 63-69 |       | 78-57 | 82-81 |
| 3    | Suède      | 4   | 3 | 1 | 2 | 186 | 200 | -14  |  | Suède                 | 64-75 | 57-78 |       | 65-47 |
| 4    | Monténégro | 4   | 3 | 1 | 2 | 188 | 206 | -18  |  | Monténégro            | 60-59 | 81-82 | 47-65 |       |

- Reversé en matches de classement (13e-16e)
- Reversé en matches de classement (17e-20e)

#### Groupe H
| Rang | Équipe             | Pts | J | G | P | Pp  | Pc  | Diff |  | Résultats (dom.\ext.) |       |       |       |       |
| ---- | ------------------ | --- | - | - | - | --- | --- | ---- |  | --------------------- | ----- | ----- | ----- | ----- |
| 1    | Russie             | 5   | 3 | 2 | 1 | 204 | 174 | 30   |  | Russie                |       | 70-58 | 58-59 | 76-57 |
| 2    | Allemagne          | 5   | 3 | 2 | 1 | 199 | 165 | 34   |  | Allemagne             | 58-70 |       | 63-53 | 78-42 |
| 3    | Hongrie            | 4   | 3 | 1 | 2 | 185 | 185 | 0    |  | Hongrie               | 59-58 | 53-63 |       | 73-64 |
| 4    | République tchèque | 3   | 3 | 0 | 3 | 163 | 227 | -64  |  | République tchèque    | 57-76 | 42-78 | 64-73 |       |

- Reversé en matches de classement (13e-16e)
- Reversé en matches de classement (17e-20e)

## Phases éliminatoires

### Phase finale
|  | Quarts de finale      | Quarts de finale      |                       |                       | Demi-finales           | Demi-finales           |    |  | Finale                | Finale                |
|  | Quarts de finale      | Quarts de finale      |                       |                       | Demi-finales           | Demi-finales           |    |  | Finale                | Finale                |
|  |                       |                       |                       |                       |                        |                        |    |  |                       |                       |
|  | 18 juillet, Heraklion | 18 juillet, Heraklion |                       |                       | 19 juillet, Heraklion  | 19 juillet, Heraklion  |    |  | 20 juillet, Heraklion | 20 juillet, Heraklion |
|  | 18 juillet, Heraklion | 18 juillet, Heraklion |                       |                       | 19 juillet, Heraklion  | 19 juillet, Heraklion  |    |  | 20 juillet, Heraklion | 20 juillet, Heraklion |
|  | Turquie               | 79                    |                       |                       | 19 juillet, Heraklion  | 19 juillet, Heraklion  |    |  | 20 juillet, Heraklion | 20 juillet, Heraklion |
|  | Turquie               | 79                    |                       |                       | 19 juillet, Heraklion  | 19 juillet, Heraklion  |    |  | 20 juillet, Heraklion | 20 juillet, Heraklion |
|  | Lituanie              | 65                    |                       |                       | 19 juillet, Heraklion  | 19 juillet, Heraklion  |    |  | 20 juillet, Heraklion | 20 juillet, Heraklion |
|  | Lituanie              | 65                    | Serbie                | 53                    |                        |                        |    |  | 20 juillet, Heraklion | 20 juillet, Heraklion |
|  | 18 juillet, Heraklion |                       | Serbie                | 53                    |                        |                        |    |  | 20 juillet, Heraklion | 20 juillet, Heraklion |
|  |                       | Turquie               | 66                    |                       |                        |                        |    |  | 20 juillet, Heraklion | 20 juillet, Heraklion |
|  | Serbie                | Turquie               | 66                    | 90                    |                        |                        |    |  | 20 juillet, Heraklion | 20 juillet, Heraklion |
|  | Serbie                |                       |                       | 90                    |                        |                        |    |  | 20 juillet, Heraklion | 20 juillet, Heraklion |
|  | Israël                | 86                    |                       |                       |                        |                        |    |  | 20 juillet, Heraklion | 20 juillet, Heraklion |
|  | Israël                | 86                    | Turquie               | 65                    |                        |                        |    |  |                       |                       |
|  | 18 juillet, Heraklion |                       | Turquie               | 65                    |                        |                        |    |  |                       |                       |
|  |                       | Espagne               | 57                    |                       |                        |                        |    |  |                       |                       |
|  | Espagne               | Espagne               | 57                    | 50                    |                        |                        |    |  |                       |                       |
|  | Espagne               | 19 juillet, Heraklion |                       | 50                    |                        |                        |    |  |                       |                       |
|  | France                | 46                    |                       |                       |                        |                        |    |  |                       |                       |
|  | France                | 46                    | Croatie               | 61                    |                        |                        |    |  |                       |                       |
|  | 18 juillet, Heraklion | 18 juillet, Heraklion | Croatie               | 61                    | Match pour la 3e place | Match pour la 3e place |    |  |                       |                       |
|  | 18 juillet, Heraklion | 18 juillet, Heraklion |                       | Espagne               | Match pour la 3e place | Match pour la 3e place | 63 |  |                       |                       |
|  | Croatie               | 82                    | 20 juillet, Heraklion | 20 juillet, Heraklion |                        |                        | 63 |  |                       |                       |
|  | Croatie               | 82                    | 20 juillet, Heraklion | 20 juillet, Heraklion |                        |                        |    |  |                       |                       |
|  | Grèce                 | 68                    |                       | Serbie                | 79                     |                        |    |  |                       |                       |
|  | Grèce                 | 68                    |                       | Serbie                | 79                     |                        |    |  |                       |                       |
|  |                       |                       |                       |                       |                        |                        |    |  | Croatie               | 66                    |
|  |                       |                       |                       |                       |                        |                        |    |  | Croatie               | 66                    |

### Matches de classement (5 à 8)
|  | Demi-finales          | Demi-finales          |          |    | 5e place              | 5e place              |
|  | Demi-finales          | Demi-finales          |          |    | 5e place              | 5e place              |
|  |                       |                       |          |    |                       |                       |
|  | 19 juillet, Heraklion | 19 juillet, Heraklion |          |    | 20 juillet, Heraklion | 20 juillet, Heraklion |
|  | 19 juillet, Heraklion | 19 juillet, Heraklion |          |    | 20 juillet, Heraklion | 20 juillet, Heraklion |
|  | Israël                | 75                    |          |    | 20 juillet, Heraklion | 20 juillet, Heraklion |
|  | Israël                | 75                    |          |    | 20 juillet, Heraklion | 20 juillet, Heraklion |
|  | Lituanie              | 81                    |          |    | 20 juillet, Heraklion | 20 juillet, Heraklion |
|  | Lituanie              | 81                    | Lituanie | 77 |                       |                       |
|  | 19 juillet, Heraklion |                       | Lituanie | 77 |                       |                       |
|  |                       | Grèce                 | 73       |    |                       |                       |
|  | Grèce                 | Grèce                 | 73       | 81 |                       |                       |
|  | Grèce                 |                       |          | 81 |                       |                       |
|  | France                | 72                    |          |    |                       |                       |
|  | France                | 72                    | 7e place |    |                       |                       |
|  |                       |                       |          |    |                       |                       |
|  | 20 juillet, Heraklion |                       |          |    |                       |                       |
|  |                       |                       |          |    |                       |                       |
|  | Israël                | 68                    |          |    |                       |                       |
|  | Israël                | 68                    |          |    |                       |                       |
|  | France                | 55                    |          |    |                       |                       |
|  | France                | 55                    |          |    |                       |                       |

### Matches de classement (9 à 12)
|  | Demi-finales          | Demi-finales          |           |    | 9e place              | 9e place              |
|  | Demi-finales          | Demi-finales          |           |    | 9e place              | 9e place              |
|  |                       |                       |           |    |                       |                       |
|  | 18 juillet, Heraklion | 18 juillet, Heraklion |           |    | 20 juillet, Heraklion | 20 juillet, Heraklion |
|  | 18 juillet, Heraklion | 18 juillet, Heraklion |           |    | 20 juillet, Heraklion | 20 juillet, Heraklion |
|  | Slovénie              | 60                    |           |    | 20 juillet, Heraklion | 20 juillet, Heraklion |
|  | Slovénie              | 60                    |           |    | 20 juillet, Heraklion | 20 juillet, Heraklion |
|  | Pologne               | 79                    |           |    | 20 juillet, Heraklion | 20 juillet, Heraklion |
|  | Pologne               | 79                    | Pologne   | 79 |                       |                       |
|  | 18 juillet, Heraklion |                       | Pologne   | 79 |                       |                       |
|  |                       | Italie                | 75        |    |                       |                       |
|  | Italie                | Italie                | 75        | 76 |                       |                       |
|  | Italie                |                       |           | 76 |                       |                       |
|  | Grande-Bretagne       | 67                    |           |    |                       |                       |
|  | Grande-Bretagne       | 67                    | 11e place |    |                       |                       |
|  |                       |                       |           |    |                       |                       |
|  | 20 juillet, Heraklion |                       |           |    |                       |                       |
|  |                       |                       |           |    |                       |                       |
|  | Slovénie              | 82                    |           |    |                       |                       |
|  | Slovénie              | 82                    |           |    |                       |                       |
|  | Grande-Bretagne       | 85                    |           |    |                       |                       |
|  | Grande-Bretagne       | 85                    |           |    |                       |                       |

### Matches de classement (13 à 16)
|  | Demi-finales          | Demi-finales          |           |    | 13e place             | 13e place             |
|  | Demi-finales          | Demi-finales          |           |    | 13e place             | 13e place             |
|  |                       |                       |           |    |                       |                       |
|  | 18 juillet, Heraklion | 18 juillet, Heraklion |           |    | 20 juillet, Heraklion | 20 juillet, Heraklion |
|  | 18 juillet, Heraklion | 18 juillet, Heraklion |           |    | 20 juillet, Heraklion | 20 juillet, Heraklion |
|  | Lettonie              | 62                    |           |    | 20 juillet, Heraklion | 20 juillet, Heraklion |
|  | Lettonie              | 62                    |           |    | 20 juillet, Heraklion | 20 juillet, Heraklion |
|  | Allemagne             | 67                    |           |    | 20 juillet, Heraklion | 20 juillet, Heraklion |
|  | Allemagne             | 67                    | Allemagne | 47 |                       |                       |
|  | 18 juillet, Heraklion |                       | Allemagne | 47 |                       |                       |
|  |                       | Russie                | 52        |    |                       |                       |
|  | Russie                | Russie                | 52        | 67 |                       |                       |
|  | Russie                |                       |           | 67 |                       |                       |
|  | Bulgarie              | 63                    |           |    |                       |                       |
|  | Bulgarie              | 63                    | 15e place |    |                       |                       |
|  |                       |                       |           |    |                       |                       |
|  | 20 juillet, Heraklion |                       |           |    |                       |                       |
|  |                       |                       |           |    |                       |                       |
|  | Lettonie              | 72                    |           |    |                       |                       |
|  | Lettonie              | 72                    |           |    |                       |                       |
|  | Bulgarie              | 74                    |           |    |                       |                       |
|  | Bulgarie              | 74                    |           |    |                       |                       |

### Matches de classement (17 à 20)
Le meilleur de ces matches de classement restera en Division A pour le prochain championnat d'Europe alors que les trois derniers seront rétrogradés en Division B.
|  | Demi-finales          | Demi-finales          |                    |    | 17e place             | 17e place             |
|  | Demi-finales          | Demi-finales          |                    |    | 17e place             | 17e place             |
|  |                       |                       |                    |    |                       |                       |
|  | 18 juillet, Heraklion | 18 juillet, Heraklion |                    |    | 20 juillet, Heraklion | 20 juillet, Heraklion |
|  | 18 juillet, Heraklion | 18 juillet, Heraklion |                    |    | 20 juillet, Heraklion | 20 juillet, Heraklion |
|  | Suède                 | 58                    |                    |    | 20 juillet, Heraklion | 20 juillet, Heraklion |
|  | Suède                 | 58                    |                    |    | 20 juillet, Heraklion | 20 juillet, Heraklion |
|  | République tchèque    | 81                    |                    |    | 20 juillet, Heraklion | 20 juillet, Heraklion |
|  | République tchèque    | 81                    | République tchèque | 83 |                       |                       |
|  | 18 juillet, Heraklion |                       | République tchèque | 83 |                       |                       |
|  |                       | Monténégro            | 55                 |    |                       |                       |
|  | Hongrie               | Monténégro            | 55                 | 59 |                       |                       |
|  | Hongrie               |                       |                    | 59 |                       |                       |
|  | Monténégro            | 70                    |                    |    |                       |                       |
|  | Monténégro            | 70                    | 19e place          |    |                       |                       |
|  |                       |                       |                    |    |                       |                       |
|  | 20 juillet, Heraklion |                       |                    |    |                       |                       |
|  |                       |                       |                    |    |                       |                       |
|  | Suède                 | 58                    |                    |    |                       |                       |
|  | Suède                 | 58                    |                    |    |                       |                       |
|  | Hongrie               | 54                    |                    |    |                       |                       |
|  | Hongrie               | 54                    |                    |    |                       |                       |

## Classement final
| Place              | Équipes            |
| ------------------ | ------------------ |
| Médaille d'or      | Turquie            |
| Médaille d'argent  | Espagne            |
| Médaille de bronze | Serbie             |
| 4                  | Croatie            |
| 5                  | Lituanie           |
| 6                  | Grèce              |
| 7                  | Israël             |
| 8                  | France             |
| 9                  | Pologne            |
| 10                 | Italie             |
| 11                 | Grande-Bretagne    |
| 12                 | Slovénie           |
| 13                 | Russie             |
| 14                 | Allemagne          |
| 15                 | Bulgarie           |
| 16                 | Lettonie           |
| 17                 | République tchèque |
| 18                 | Monténégro         |
| 19                 | Suède              |
| 20                 | Hongrie            |

## Leaders statistiques

### Points
| Place | Nom                 | Équipe             | PPG  |
| ----- | ------------------- | ------------------ | ---- |
| 1     | Aleksandar Vezenkov | Bulgarie           | 19,3 |
| 2     | Milija Mikovic      | Monténégro         | 18,3 |
| 3     | Martin Peterka      | République tchèque | 16,3 |
| 4     | Rolands Šmits       | Lettonie           | 16   |
| 5     | Nikola Jankovic     | Serbie             | 15,5 |

### Rebonds
| Place | Nom                 | Équipe     | RBD  |
| ----- | ------------------- | ---------- | ---- |
| 1     | Aleksandar Vezenkov | Bulgarie   | 11,2 |
| 2     | Nikola Jankovic     | Serbie     | 9,4  |
| 3     | Mikolaj Witlinski   | Pologne    | 9,3  |
| 4     | Milija Mikovic      | Monténégro | 9    |
| 5     | Mouhammadou Jaiteh  | France     | 8,6  |

### Passes
| Place | Nom                    | Équipe          | AST |
| ----- | ---------------------- | --------------- | --- |
| 1     | Matic Rebec            | Slovénie        | 9   |
| 2     | Naor Sharon Sharabani  | Israël          | 5,9 |
| 3     | Alexander Cortez Young | Grande-Bretagne | 5,2 |
| 4     | Serdar Annaev          | Russie          | 4,8 |
| 5     | Jan Grzelinski         | Pologne         | 4,7 |

## Récompenses
- Vainqueur :  Turquie
- Meilleur joueur de la compétition :  Cedi Osman